# Ortungsfunkstelle
Eine Ortungsfunkstelle (OrtFuSt, englisch radiodetermination station) ist gemäß Definition der VO Funk eine Funkstelle des Ortungsfunkdienstes zum Zwecke der Funkortung. Diese benutzt den Empfang von Funkwellen zur Bestimmung des Ortes eines Gegenstandes unter der Voraussetzung, dass dieser Funkwellen reflektiert oder aussendet.
Unter diesem Begriff ist das Radargerät allgemein und im Besonderen bis hin zu Zielbeleuchter, Funkmeß-Visier, Radar-Höhenfinder, Raketenleitradar und Feuerleitradar in Waffensystemen einzuordnen, aber auch Navigationsfunkstellen, Funkfeuer etc. an Land, in Satelliten, auf Schiffen oder Flugkörpern.
Gemäß VO Funk zählen u. a. folgende Arten von Funkstellen zu dieser Kategorie:
Ortungsfunkstelle
- Mobile Navigationsfunkstelle
- Ortsfeste Navigationsfunkstelle
- Mobile nichtnavigatorische Ortungsfunkstelle
- Ortsfeste nichtnavigatorische Ortungsfunkstelle
- Peilfunkstelle

Auswahl an Ortungsfunkstellen:

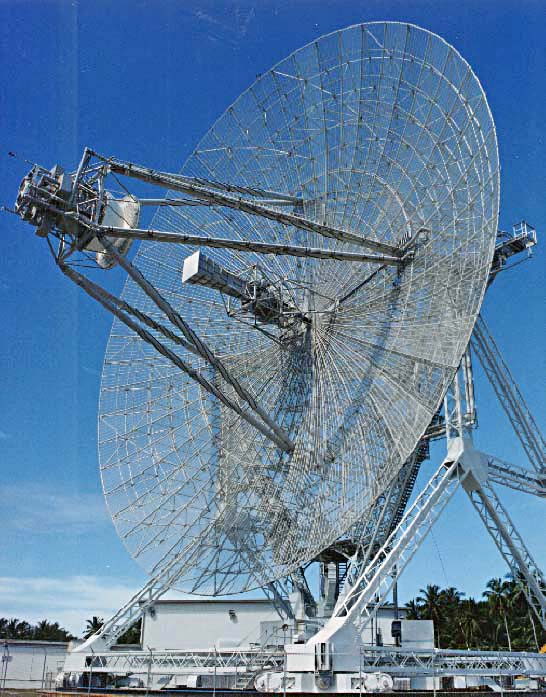
Parabolantenne einer OrtFuSt
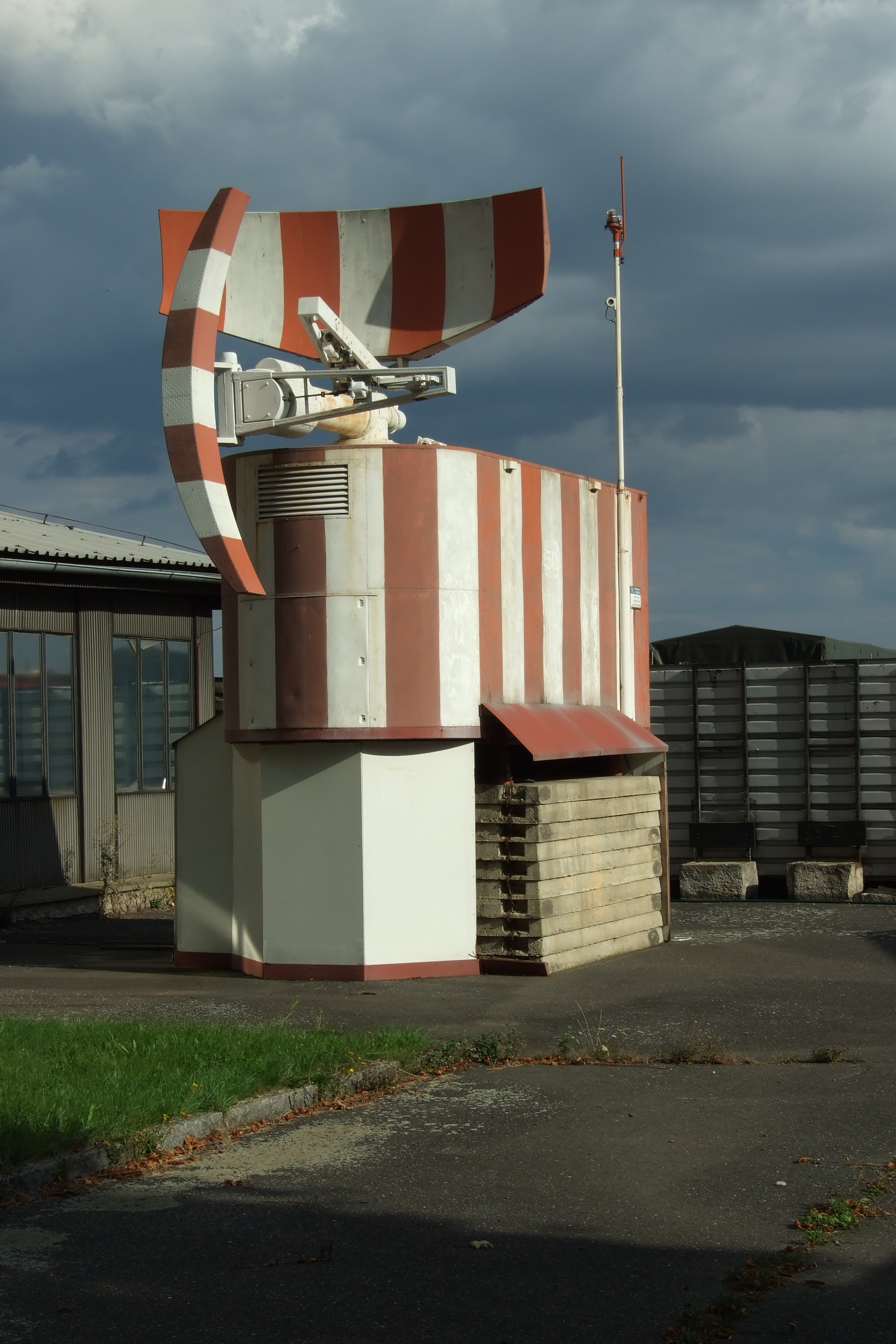
Air Traffic Control
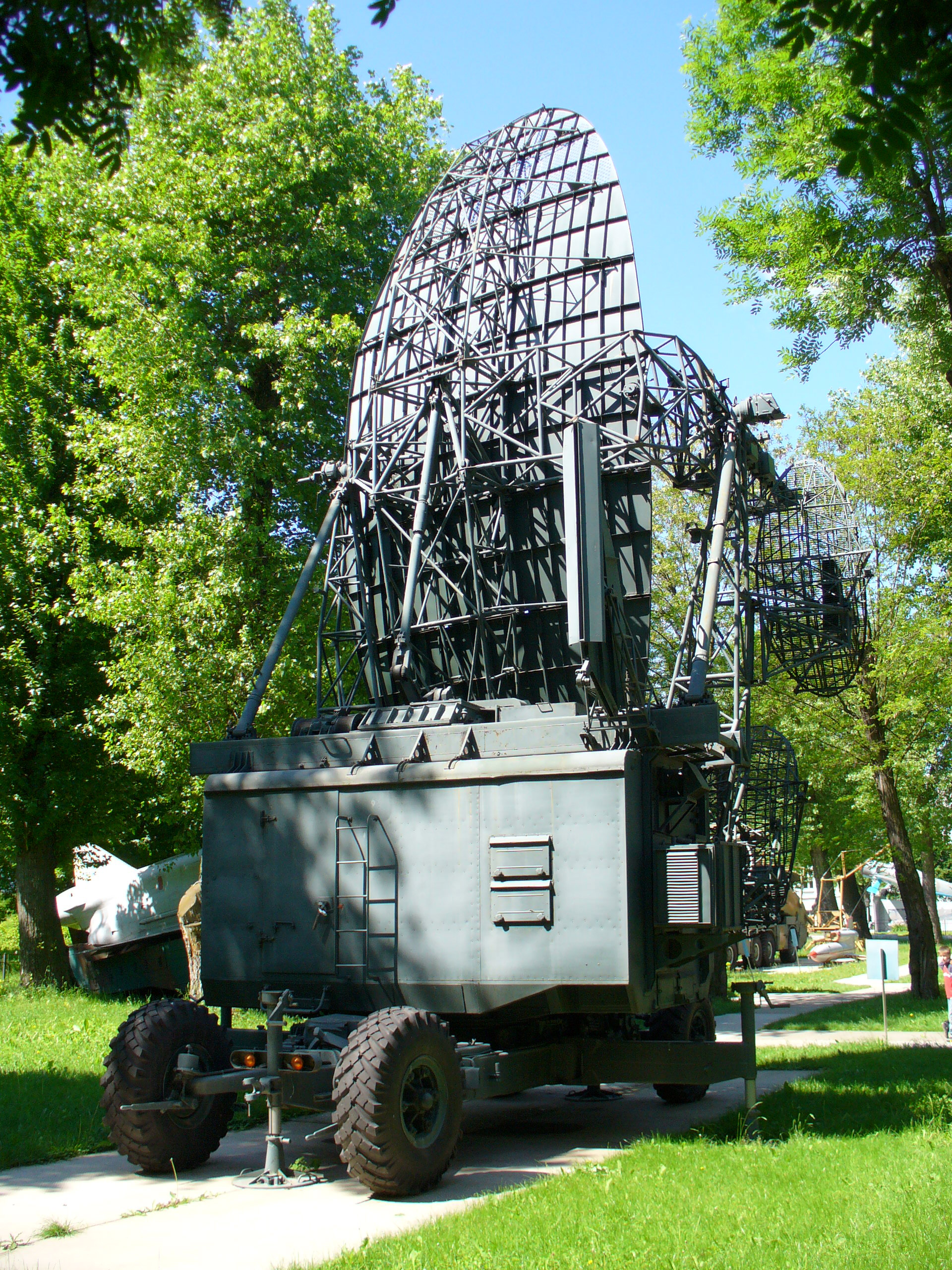
Mobiler Radar-Höhenfinder
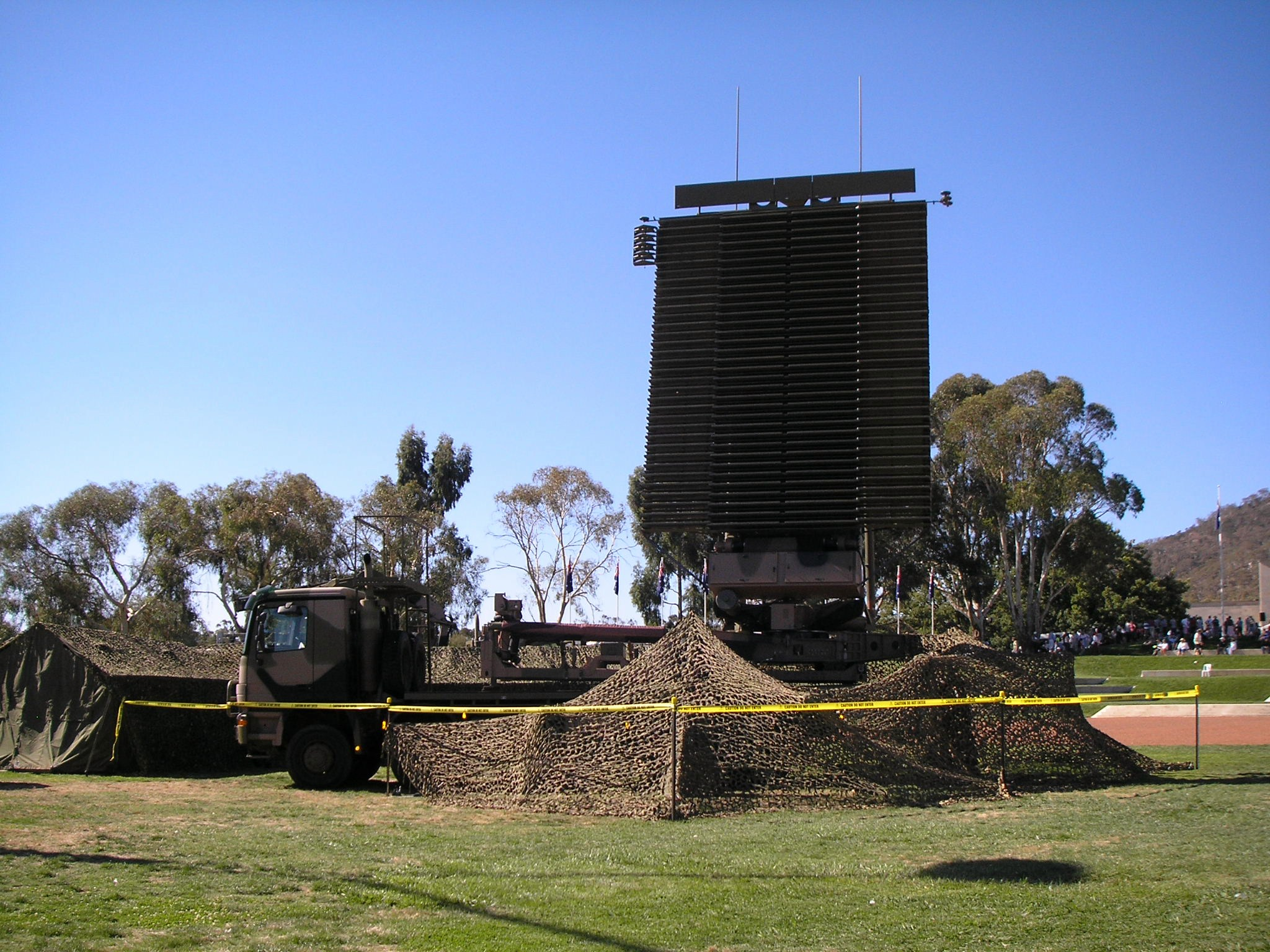
Mobile OrtFuSt, Typ AN/TPS-77
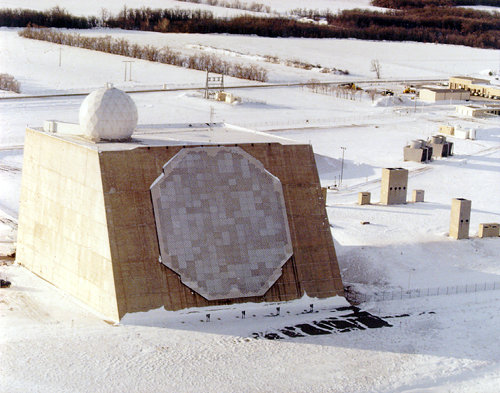
Luftraumüberwachung
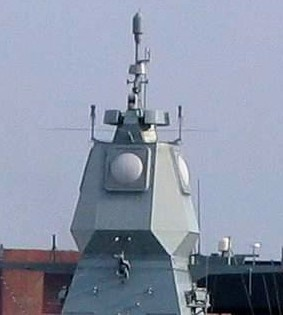
Active Phased Array Radar (APAR) der deutschen Fregatte Hamburg (F 220)
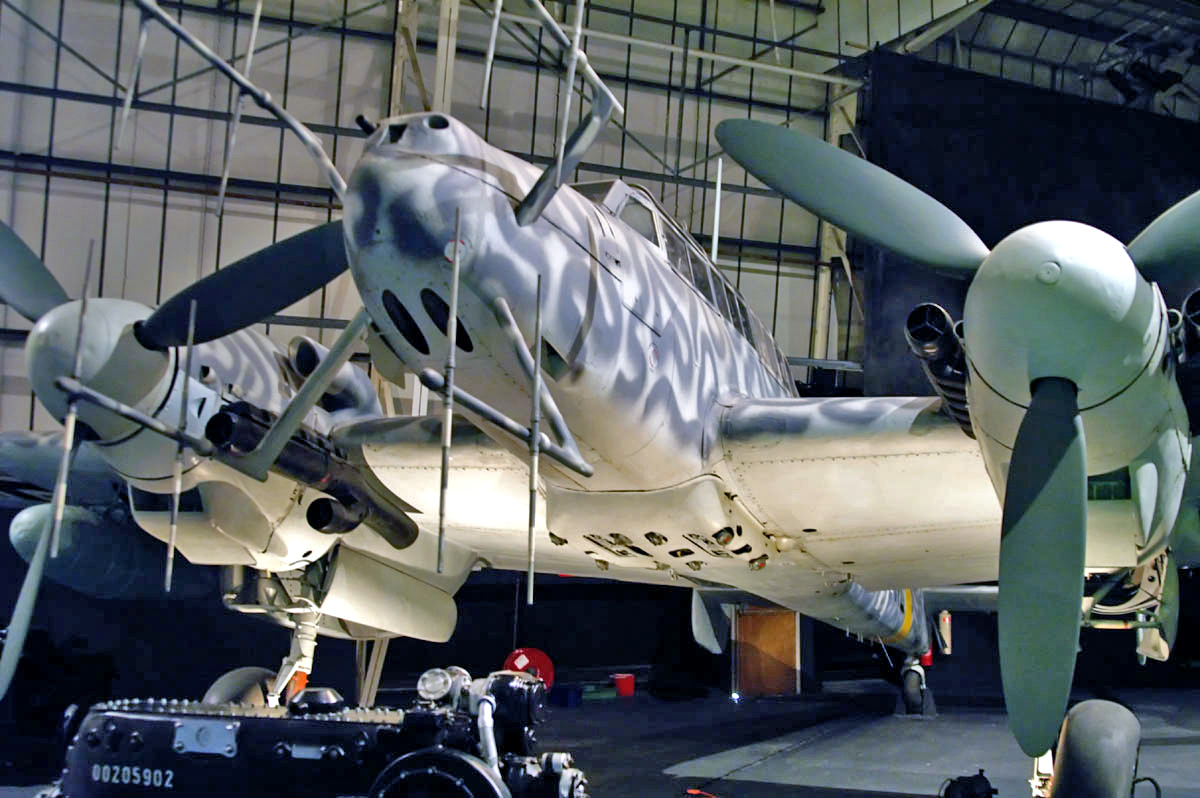
OrtFuSt „Lichtenstein SN-2“ der ME Bf 110G
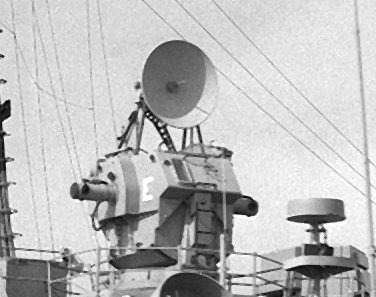
Waffenleitung
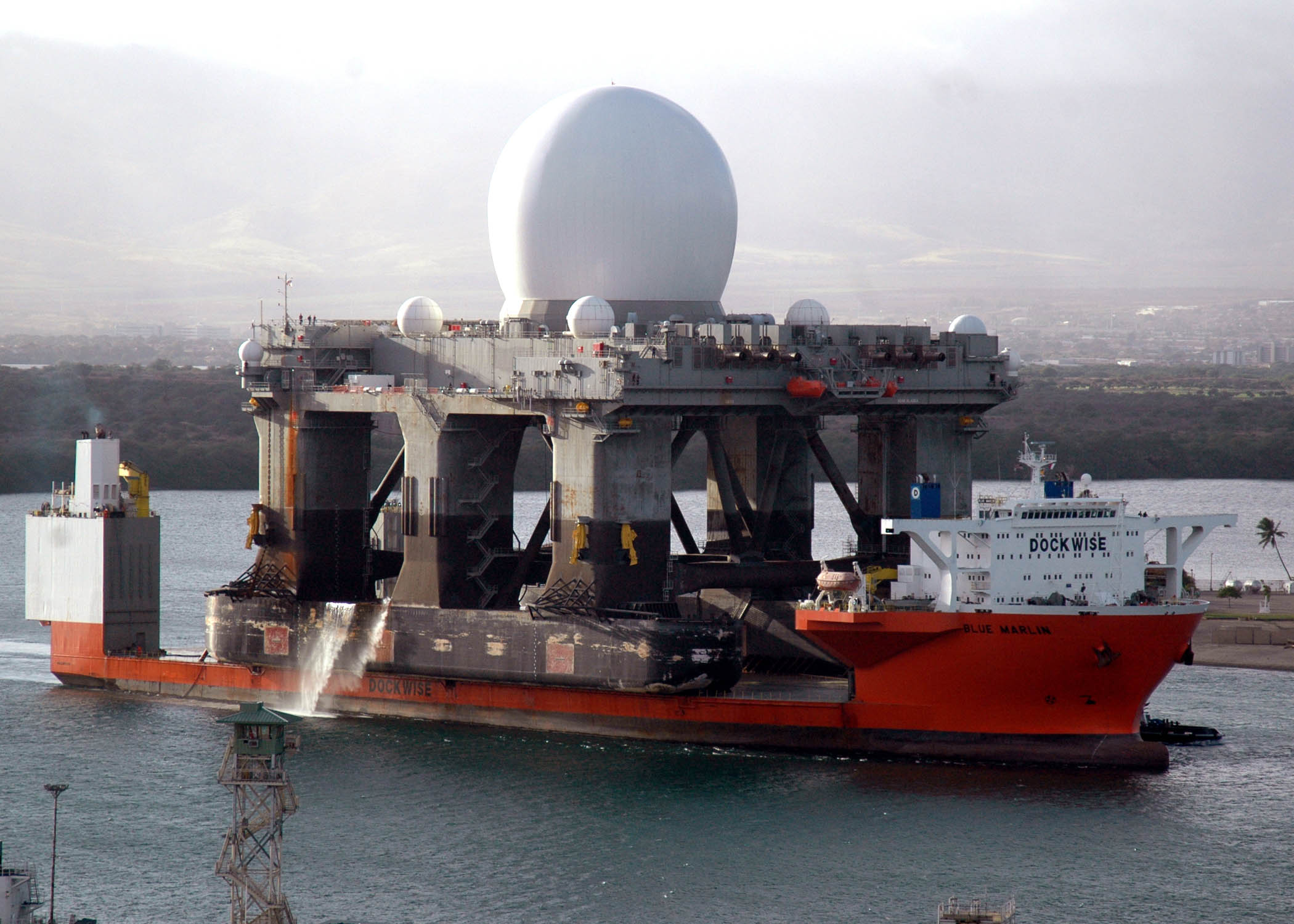
Auf Seeplattform
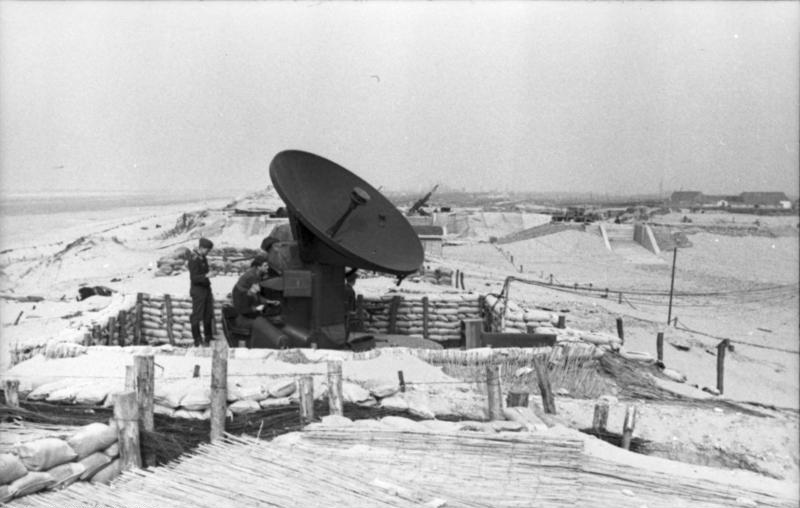
Feuerleitradar FuMG 39 "Würzburg"